# FK Teplice
Fotbalový Klub Teplice – czeski klub piłkarski występujący w Fortuna:Lidze, z siedzibą w Cieplicach.

## Historia
Klub założony został w 1945 roku i przez lata grał w niższych ligach. Po aksamitnej rewolucji pojawił się w klubie bogaty sponsor, Glaverbel i zespół wkrótce awansował do ekstraklasy. Największym sukcesem tej drużyny jest zdobycie Pucharu Czech i zwycięstwa w europejskich pucharach z takimi firmami jak Celtic F.C., Feyenoord czy 1. FC Kaiserslautern. W sezonie 2004/2005 Teplice ukończyły sezon na trzecim miejscu, minimalnie przegrywając walkę o drugie miejsce premiowane grą w eliminacjach Ligi Mistrzów.
Od 1973 roku klub występuje na stadionie Na Stínadlech, wcześniej swoje spotkania rozgrywał na stadionie U drožďárny.

### Nazwy klubu
- 1945 — SK Teplice-Šanov (Sportovní klub Teplice-Šanov)
- 1948 — Sokol Teplice
- 1949 — ZSJ Technomat Teplice (Základní sportovní jednota Technomat Teplice)
- 1951 — ZSJ Vodotechna Teplice (Základní sportovní jednota Vodotechna Teplice)
- 1952 — ZSJ Ingstav Teplice (Základní sportovní jednota Ingstav Teplice)
- 1953 — DSO Tatran Teplice (Dobrovolná sportovní organizace Tatran Teplice)
- 1960 — TJ Slovan Teplice (Tělovýchovná jednota Slovan Teplice)
- 1966 — TJ Sklo Union Teplice (Tělovýchovná jednota Sklo Union Teplice)
- 1991 — TFK VTJ Teplice (Tělovýchovný fotbalový klub Vojenská tělovýchovná jednota Teplice)
- 1993 — FK Frydrych Teplice (Fotbalový klub Frydrych Teplice)
- 1994 — FK Teplice (Fotbalový klub Teplice, a.s.)

## Skład na sezon 2017/2018
| Nr | Poz. | Piłkarz                    |
| -- | ---- | -------------------------- |
| 3  | OB   | Marek Richter              |
| 4  | OB   | Vojtěch Novotný            |
| 5  | PO   | Admir Ljevaković (kapitan) |
| 6  | PO   | Vojtěch Gebert             |
| 7  | NA   | Yhojan Díaz                |
| 8  | NA   | Nermin Haljeta             |
| 10 | PO   | Jan Rezek                  |
| 11 | NA   | Marek Červenka             |
| 12 | PO   | Dawit Martirosjan          |
| 13 | PO   | Alex Král                  |
| 14 | PO   | Patrik Žitný               |
| 15 | OB   | Pavel Čmovš                |
| 16 | PO   | Alois Hyčka                |

| Nr | Poz. | Piłkarz         |
| -- | ---- | --------------- |
| 17 | OB   | Tomáš Vondrášek |
| 18 | OB   | Michal Jeřábek  |
| 19 | PO   | Daniel Soungole |
| 20 | PO   | Daniel Trubač   |
| 21 | BR   | Jakub Diviš     |
| 22 | PO   | Jan Shejbal     |
| 23 | PO   | Jakub Hora      |
| 24 | OB   | Jan Krob        |
| 26 | NA   | Jan Vošahlík    |
| 27 | PO   | Tomáš Kučera    |
| 28 | NA   | David Vaněček   |
| 30 | BR   | Tomáš Grigar    |

## Europejskie puchary
Legenda do wszystkich tabel:
- Q – runda eliminacyjna, 1/16, 1/8, 1/4, 1/2 – odpowiednia faza rozgrywek, Grupa – runda grupowa, 1r gr – pierwsza runda grupowa, 2r gr – druga runda grupowa, F – finał, R – runda, PO – play-off
- k. – rzuty karne, los. – losowanie, Dogr. – dogrywka, w. – zasada bramek strzelonych na wyjeździe

| Sezon     | Rozgrywki        | Runda | Przeciwnik           | Dom | Wyjazd | Ogólnie |
| --------- | ---------------- | ----- | -------------------- | --- | ------ | ------- |
| 1971/72   | Puchar UEFA      | 1R    | Zagłębie Wałbrzych   | 2–3 | 0–1    | 2–4     |
| 1999/2000 | Liga Mistrzów    | 3Q    | Borussia Dortmund    | 0–1 | 0–1    | 0–2     |
| 1999/2000 | Puchar UEFA      | 1R    | Ferencváros          | 3–1 | 1–1    | 4–2     |
| 1999/2000 | Puchar UEFA      | 2R    | RCD Mallorca         | 1–2 | 0–3    | 1–5     |
| 2002      | Puchar Intertoto | 2R    | CD Santa Clara       | 5–1 | 4–1    | 9–2     |
| 2002      | Puchar Intertoto | 3R    | 1. FC Kaiserslautern | 4–0 | 1–2    | 5–2     |
| 2002      | Puchar Intertoto | 1/2   | Bologna FC           | 1–3 | 1–5    | 2–8     |
| 2003/04   | Puchar UEFA      | 1R    | 1. FC Kaiserslautern | 1–0 | 2–1    | 3–1     |
| 2003/04   | Puchar UEFA      | 2R    | Feyenoord            | 1–1 | 2–0    | 3–1     |
| 2003/04   | Puchar UEFA      | 3R    | Celtic F.C.          | 1–0 | 0–3    | 1–3     |
| 2004      | Puchar Intertoto | 1R    | Sopron               | 3–1 | 0–1    | 3–2     |
| 2004      | Puchar Intertoto | 2R    | Szynnik Jarosław     | 1–2 | 0–2    | 1–4     |
| 2005/06   | Puchar UEFA      | 2Q    | MTZ-RIPO Mińsk       | 2–1 | 1–1    | 3–2     |
| 2005/06   | Puchar UEFA      | 1R    | RCD Espanyol         | 1–1 | 0–2    | 1–3     |
| 2006      | Puchar Intertoto | 2R    | Grasshoppers         | 0–2 | 0–2    | 0–4     |
| 2008      | Puchar Intertoto | 2R    | Honvéd               | 1–3 | 2–0    | 3–3, w. |
| 2009/10   | Liga Europy      | PO    | Hapoel Tel Awiw      | 1–2 | 1–1    | 2–3     |